# Тагоб
Тагоб (Урмитан, в верховье — Чамсой или Чамчсай, тадж. Тагоб) — река, протекающая по территории Айнинского района Согдийской области Таджикистана. Правый приток реки Зеравшан впадающий в него в 649,7 км от устья.
Длина реки составляет 15 км. Площадь водосбора — 47,4 км².

## Течение
Берёт начало на южных склонах Туркестанского хребта близ узбекско-таджикской границы. В 3 км на западе от истока расположен перевал Базарханым. В верхнем течении протекает с севера на запад. Сливаясь с рекой Аучимулх берущая начало у подножья горы Базарханым, меняет направление на южное. В среднем и нижнем течении, течёт главным образом в северо-восточном направлении. Перед впадением в Зеравшан, пересекает посёлок Урметан. Количество рек протяжённостью менее 10 км расположенных в бассейне Тагоб — 10, их общая длина составляет 17 км.

## Поверхность площади водосбора
Согласно данным справочника «Ресурсы поверхностных вод СССР» (1971) изреженная растительность и полупустынные зоны занимают 29,0 % от общей площади водосбора, 27,0 % скалистые обнажения, осыпи, ледники и фирновые поля. Густой травяной покров, субальпийские и альпийские луга занимают 39,0 %, леса, заросли кустарника и редколесье — 5,0 %. Площадь бассейна с преобладанием горных пород делится следующим образом:
1. Галечники и пески — 1 %
2. Сланцы, глины, алевролиты — 39,9 %
3. Песчаники, конгломераты — 30 %
4. Карбонаты, глины, мергели, известняки, доломиты, соли — 30 %